# Kolomiițeva Dolîna, Lîpova Dolîna
Kolomiițeva Dolîna (în ucraineană Коломійцева Долина) este un sat în comuna Podilkî din raionul Lîpova Dolîna, regiunea Sumî, Ucraina.

## Demografie
Componența lingvistică a localității Kolomiițeva Dolîna
     Ucraineană (100%)
Conform recensământului din 2001, toată populația localității Kolomiițeva Dolîna era vorbitoare de ucraineană (100%).